# Eppenbergtunnel
Der Eppenbergtunnel ist ein Eisenbahntunnel im Kanton Solothurn, Schweiz. Er ist Teil des Ausbauprogramms Zukünftige Entwicklung der Bahninfrastruktur (ZEB) und verstärkt die Linie von Aarau nach Olten im Abschnitt Schönenwerd–Däniken.

## Planung
Ein für den Eisenbahnverkehr besonders heikler Engpass in der schweizerischen Bahninfrastruktur befindet sich im Abschnitt zwischen Aarau und Olten, der bei Eppenberg-Wöschnau, Schönenwerd und Gretzenbach nur zwei Spuren aufweist. Das Trassee müssen sich der internationale Fernverkehr (mit ICE und dem TGV Lyria), der dichte nationale Personenverkehr und der Güterverkehr auf der Schiene teilen. Deshalb hat die volle Verbindung zwischen den bei Aarau und Olten bereits vorhandenen Strecken mit vier Spuren beim Ausbau der Infrastruktur hohe Priorität.
Hauptzweck des Tunnels ist die Erhöhung der Kapazität. Mit zwei zusätzlichen Spuren und einer besseren Linienführung kann der Zugverkehr beschleunigt und um zusätzliche Regionalzüge erweitert werden.
Als Zweitrat hat der Ständerat in der Frühjahrssession 2009 das sogenannte ZEB-Gesetz mit 43 gegen 0 Stimmen angenommen, welches die Basis für die Finanzierung des Eppenbergtunnels bildet. Wegen des grossen Finanzbedarfs für die Neue Eisenbahn-Alpentransversale NEAT konnte mit dem Bau des Eppenbergtunnels erst 2015 begonnen werden.

## Bauprojekt
Das Projekt wird von der SBB Infrastruktur in Olten geplant und geleitet. Der Eppenbergtunnel ist das Kernstück der rund 3,5 km langen Neubaustrecke, welche südlich des Ortskerns von Schönenwerd hindurchführen und gegenüber der bestehenden Linie, die in Schönenwerd eine enge Kurve aufweist, einen deutlich gestreckteren Verlauf aufweisen wird. Das westliche Tunnelportal kommt auf das Gebiet der Gemeinde Gretzenbach zu stehen. Dort wird ein Teil des zukünftigen Tunnels mit der Unterführung unter der Strasse im Tagbau errichtet. Zwischen dem Tunnelportal bei Gretzenbach und vom Bahnhof Däniken bis zum Bahnhof Dulliken erhält das Bahntrassee vier Spuren.
Der Tunnel wird 3114 Meter lang, diese Länge teilt sich auf den 125 Meter langen Tagbau-Abschnitt beim Portal Gretzenbach, den 2616 Meter langen bergmännisch mit Tunnelbohrmaschine erstellten Tunnelabschnitt (rund 600 Meter mit Hydroschild-Verfahren) und den 373 Meter langen Tagbau-Abschnitt beim Portal Wöschnau.
Das östliche Tunnelportal wird westlich des Ortsteils Wöschnau gebaut. In der Nähe der zukünftigen Unterführung unter der Hauptstrasse 5 Lausanne–Olten–Aarau–Waldshut entsteht zunächst ein tiefer Einschnitt, in dem die Tunnelbohrmaschine zusammengesetzt wird, die den Ausbruch des Hauptteils des Tunnels vornehmen wird.
Vor Olten sind als weitere Bestandteile dieses Ausbauschritts zwei Entflechtungsbauwerke geplant, die einen weitgehend kreuzungsfreien Bahnbetrieb am Knoten Olten erlauben.

## Bau
Im Vorfeld errichteten die SBB in Wöschnau ein neues Stellwerk für die Verkehrsführung während der Bauzeit.
Im Herbst 2014 begannen die Arbeiten auf der doppelten Baustelle bei Wöschnau und bei Gretzenbach. Dazu gehörten Rodungen, Erdbewegungen, Hangsicherungen, Abbrucharbeiten, Strassenbau und andere Massnahmen. Der Gretzenbach erhielt ein neues Bachbett. Bei Däniken begann der Unterbau für das zusätzliche Gleis.
Am 2. Mai 2015 fand auf der Baustelle bei Wöschnau ein Tunnelbaufest mit dem offiziellen Spatenstich statt, an dem Bundesrätin Doris Leuthard, die Konzernleitung der SBB, der Regierungsrat des Kantons Aargau und die Regierung des Kantons Solothurn mitwirkten.

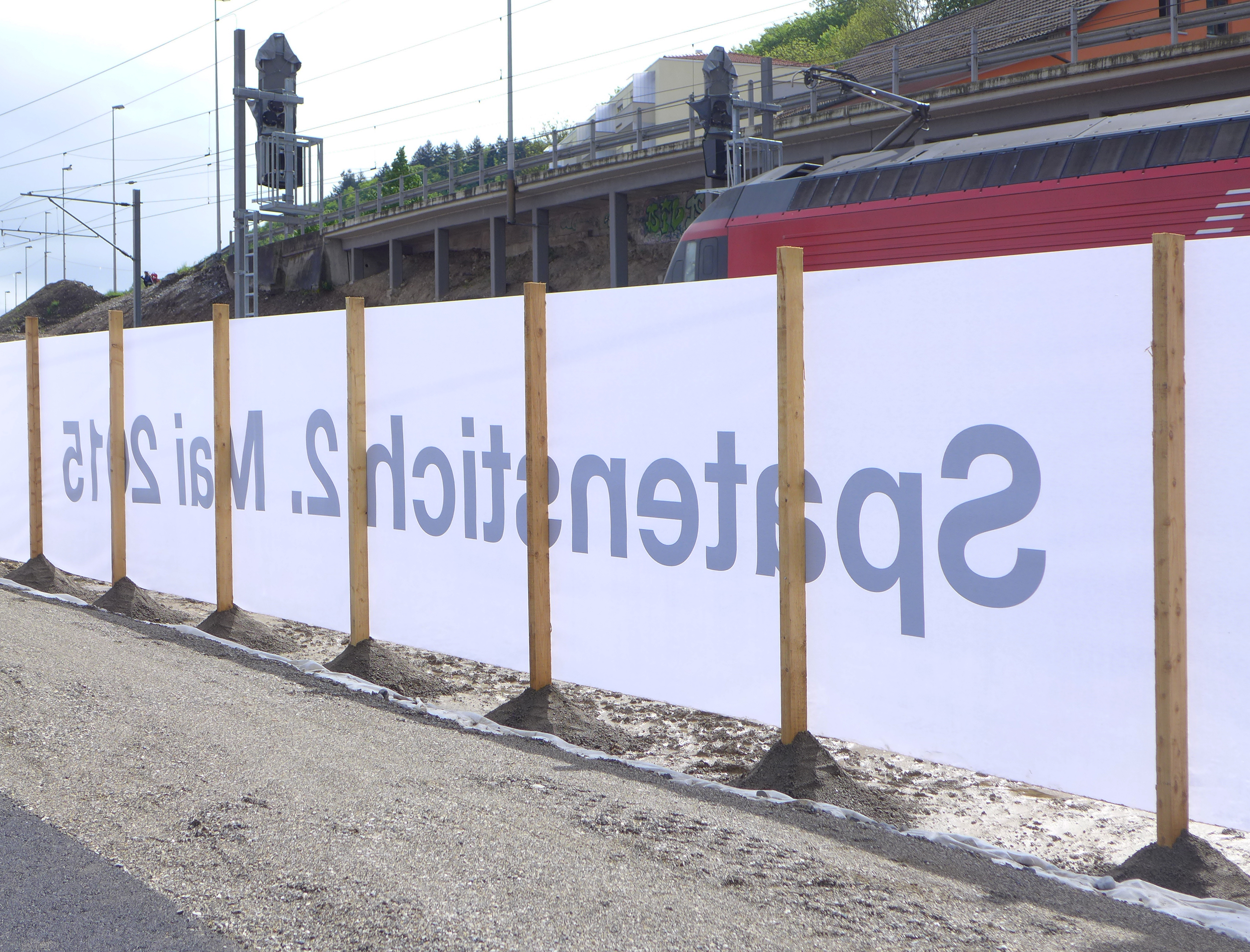
Information Spatenstich Tunnelbaustelle

Den Auftrag für das Bauwerk hat die ARGE Marti Eppenberg erhalten. Aus Eppenberg-Wöschnau ist die Baufirma Huber für Arbeiten engagiert. Seit dem 12. Oktober 2020 wurden Züge zu Testzwecken durch den Tunnel geleitet. Die vollständige Inbetriebnahme des neuen Tunnels erfolgte planmässig mit dem Fahrplanwechsel am 13. Dezember 2020.
Der Aushub des Tunnels wird zum Auffüllen der zurückgebauten Sondermülldeponie Kölliken benutzt.